# Гершман, Хосе
Хосе Гершман (исп. José Gerschman, 1910 — ?) — аргентинский шахматист еврейского происхождения, национальный мастер.
Участник нескольких чемпионатов Аргентины и крупного международного турнира в Буэнос-Айресе (1939 г.).
Главное спортивное достижение — дележ 2—4 мест в чемпионате Аргентины 1939 г. Поскольку единоличный победитель турнира Х. Илиеско не был гражданином Аргентины, титул чемпиона страны разыгрывался в дополнительном соревновании между шахматистами, участвовавшими в дележе 2-го места. В итоге чемпионом Аргентины стал К. Мадерна, серебро получил Л. Пьяццини, бронзу — Гершман.
В 1970—1971 гг. занимал должность президента Аргентинского шахматного клуба в Буэнос-Айресе (Club Argentino de Ajedrez).

## Спортивные результаты
| Год  | Город          | Соревнование                 | + | − | = | Результат | Место |
| ---- | -------------- | ---------------------------- | - | - | - | --------- | ----- |
| 1937 | Буэнос-Айрес   | Чемпионат Аргентины          |   |   |   |           | 15    |
| 1938 | Ла-Плата       | Чемпионат Аргентины          |   |   |   |           | 19    |
| 1939 | Буэнос-Айрес   | Чемпионат Аргентины          |   |   |   |           | 2—4   |
|      | Буэнос-Айрес   | Международный турнир         | 3 | 7 | 1 | 3½ из 11  | 9—10  |
| 1940 | Буэнос-Айрес   | Чемпионат Аргентины          |   |   |   |           | 13    |
| 1963 | Буэнос-Айрес   | Турнир аргентинских мастеров | 2 | 5 | 0 | 2 из 7    | 7     |
| 1967 | Мар-дель-Плата | Опен-турнир                  | 3 | 3 | 3 | 4½ из 9   | [ 6 ] |